# الصيحار (السبرة)

تعديل مصدري - تعديل

الصيحار هي إحدى قرى عزلة بلادالجماعي بمديرية السبرة التابعة لمحافظة إب، بلغ تعداد سكانها 2396 نسمة حسب تعداد اليمن لعام 2004.